# Pontchâteau
Pontchâteau (ou Pont-Château) est une commune urbaine de l'Ouest de la France, située dans le département de la Loire-Atlantique (et historiquement en Bretagne dans le Pays nantais), en région Pays de la Loire.

## Géographie

### Situation

Situation de la commune de Pontchâteau dans le département de la Loire-Atlantique.

Pontchâteau est située au nord-ouest de la Loire-Atlantique, à 19 km au sud-est de La Roche-Bernard (Morbihan), à 30 km au sud de Redon (Ille-et-Vilaine), à 25 km à l'est de Saint-Nazaire et 53 km au nord-ouest de Nantes. La ville est traversée par le Brivet.
Les communes limitrophes sont Drefféac, Saint-Gildas-des-Bois, Missillac, Sainte-Reine-de-Bretagne, Crossac, Besné, Prinquiau, Campbon et Sainte-Anne-sur-Brivet.
Selon le découpage de la région Bretagne fait par Erwan Vallerie, Pontchâteau fait partie du pays traditionnel de la Brière et du pays historique du Pays nantais.

### Communications
Pontchâteau se situe à un carrefour routier important, au croisement de la RN 165, voie express Nantes-Vannes-Brest, et de la D 773, route Saint-Nazaire-Redon.
Pontchâteau se trouve aussi sur la ligne ferroviaire de Savenay à Landerneau et est desservie par une gare.

### Climat
Pour des articles plus généraux, voir Climat des Pays de la Loire et Climat de la Loire-Atlantique.
En 2010, le climat de la commune est de type climat méditerranéen altéré, selon une étude du CNRS s'appuyant sur une série de données couvrant la période 1971-2000. En 2020, Météo-France publie une typologie des climats de la France métropolitaine dans laquelle la commune est exposée à un climat océanique et est dans la région climatique  Bretagne orientale et méridionale, Pays nantais, Vendée, caractérisée par une faible pluviométrie en été et une bonne insolation. 
Pour la période 1971-2000, la température annuelle moyenne est de 12,1 °C, avec une amplitude thermique annuelle de 13 °C. Le cumul annuel moyen de précipitations est de 770 mm, avec 11,9 jours de précipitations en janvier et 5,8 jours en juillet. Pour la période 1991-2020, la température moyenne annuelle observée sur la station météorologique de Météo-France la plus proche, « Saint-Nazaire-Montoir », sur la commune de Montoir-de-Bretagne à 13 km à vol d'oiseau, est de 12,6 °C et le cumul annuel moyen de précipitations est de 792,0 mm,. Pour l'avenir, les paramètres climatiques de la commune estimés pour 2050 selon différents scénarios d'émission de gaz à effet de serre sont consultables sur un site dédié publié par Météo-France en novembre 2022.

## Urbanisme

### Typologie
Au 1er janvier 2024, Pontchâteau est catégorisée petite ville, selon la nouvelle grille communale de densité à sept niveaux définie par l'Insee en 2022.
Elle appartient à l'unité urbaine de Pontchâteau, une unité urbaine monocommunale constituant une ville isolée,. Par ailleurs la commune fait partie de l'aire d'attraction de Saint-Nazaire, dont elle est une commune de la couronne,. Cette aire, qui regroupe 24 communes, est catégorisée dans les aires de 200 000 à moins de 700 000 habitants,.

### Occupation des sols
L'occupation des sols de la commune, telle qu'elle ressort de la base de données européenne d’occupation biophysique des sols Corine Land Cover (CLC), est marquée par l'importance des territoires agricoles (81 % en 2018), en diminution par rapport à 1990 (86,5 %). La répartition détaillée en 2018 est la suivante : 
zones agricoles hétérogènes (33,5 %), terres arables (23,9 %), prairies (23,6 %), zones urbanisées (12,2 %), forêts (2,6 %), zones industrielles ou commerciales et réseaux de communication (2,2 %), espaces verts artificialisés, non agricoles (1,5 %), zones humides intérieures (0,5 %). L'évolution de l’occupation des sols de la commune et de ses infrastructures peut être observée sur les différentes représentations cartographiques du territoire : la carte de Cassini (XVIIIe siècle), la carte d'état-major (1820-1866) et les cartes ou photos aériennes de l'IGN pour la période actuelle (1950 à aujourd'hui).

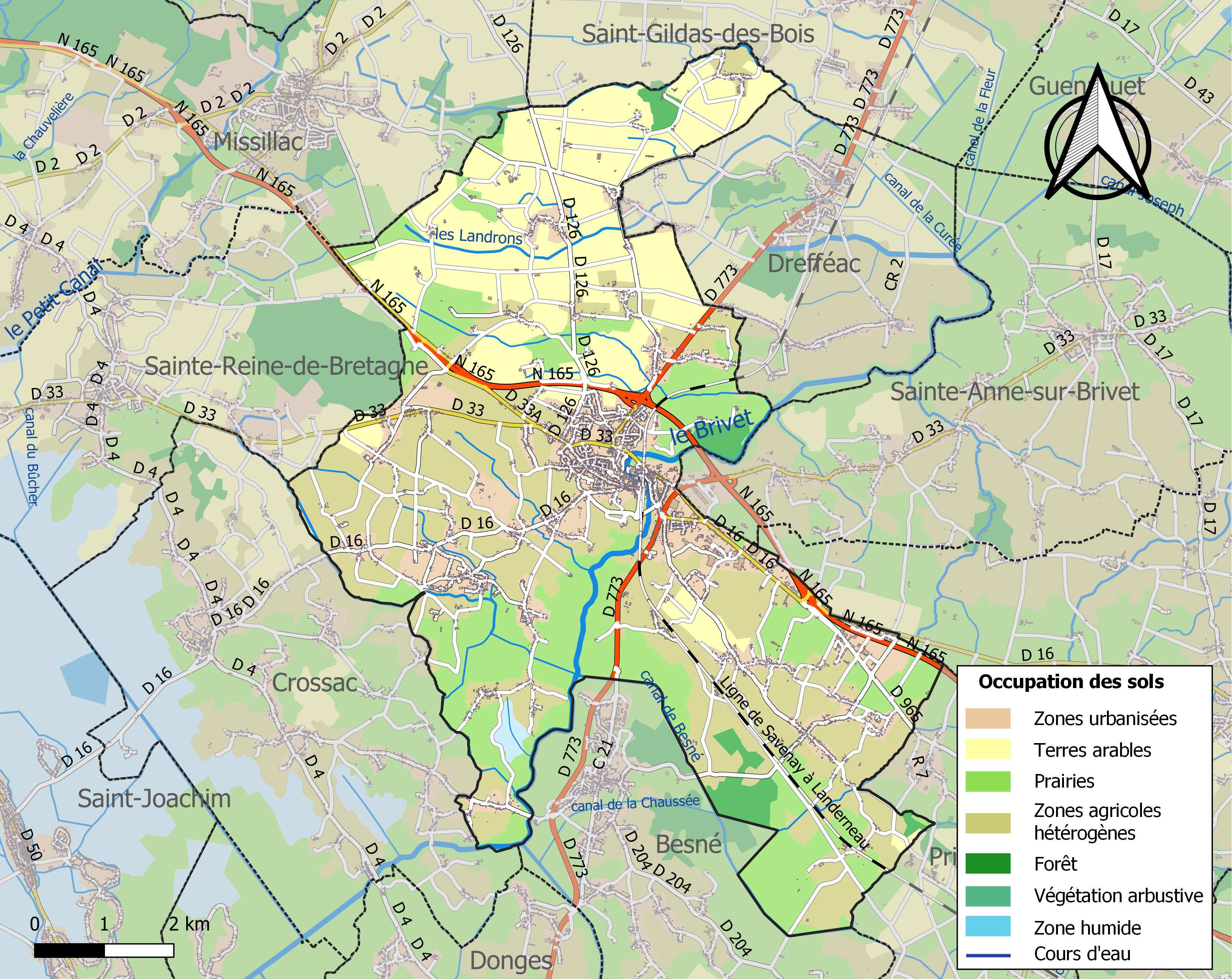
Carte des infrastructures et de l'occupation des sols de la commune en 2018 (CLC).

## Toponymie
Le nom de la localité est attesté sous les formes de Ponte Castelli en 1096, Castello de Ponte au XIe siècle, Pontem Castri en 1287.
Pontchâteau tire son nom du pont et du château construits autour de la ville au cours du Moyen-Âge.
En gallo, la commune dispose de deux versions de son nom : Pont-Châtéo ou Pouchâtéo selon l'écriture ABCD, Ponchatéw ou Pouchatéw selon l'écriture MOGA ou Pont-Chastèu selon l'écriture ELG. Cela se prononce [pɔ̃ʃɑ̈tew] ou [puʃate̞w] . 
En breton, le toponyme employé est Pontkastell-Keren.

## Histoire

### Préhistoire
Dès la préhistoire, la région fut habitée ainsi que l’attestent plusieurs monuments mégalithiques, cf le fuseau de la Madeleine et la carte Sites mégalithiques de la Loire-Atlantique.

### La fin de l'empire Romain et le premier Moyen Âge
Les Romains créent des défenses en Gaule et partout dans leur immense Empire contre les invasions qui s'annoncent. Il s'agit de mobiliser et d'utiliser des troupes venant de tous les coins de l'Empire. L'île de Bretagne est bien sûr sollicitée. Avec ses troupes qui vont stationner un peu partout on va trouver une famille qu'on a coutume aujourd'hui d'appeler les Gérontides. Il s'agit d'une lignée complexe, moitié brittonique (issu de lignées royales des peuples de l'île) moitié romaine dont le personnage clef est Gerontius, un général de l'armée impériale. Il va combattre en particulier en dirigeant le contingent brittonique vers 400 de notre ère. Il sera éliminé en Espagne par l'empereur Constantin III mais sa famille s'implantera en Armorique où Gerontius avait eu un commandement. Le nom de Gerontius en brittonique est Gereint et son manoir situé à Pontchâteau, sur le Brivet, sera appelé Les-Gereint en breton (la cour de Gereint) qui deviendra l'Escrin puis les Crins ou les Crains. Le ruisseau à proximité a laissé un lieu-dit Frocrain de Frout-Cerent (le ruisseau de Gereint) dans le même langage[réf. nécessaire]. Sa famille très nombreuse a été très influente tant dans l'Église (de nombreux saints) que dans l'administration. Citons Congar, Cado, Erbin ou Erpin, Salomon ou Sela, Iestin, Sulien et Séry dont on retrouve les noms dans beaucoup de lieux de la presqu'île guérandaise. Citons Herbignac et Penestin pour exemples. Un des fils de Gereint, Riwal Deroc sera le premier leader de l'Armorique post-romaine. Le général de troupes brittoniques Riotamus sera de sa famille qui livrera quelques-uns des derniers combats contre les germains sur la Loire près d'Orléans. Ses troupes battues seraient revenues partiellement vers Nantes en suivant la Loire.

### Le Moyen Âge et la création de la ville
Au XIe siècle, abandonnant le site de l’Écrin, les sires du Pont facilitèrent la construction de demeures non loin de leur château, sur les bords du Brivet. Le pont sur le Brivet était gardé par le château du baron. Il était probablement à droite sur la hauteur. Deux tours encastrées dans les habitations tendent à le confirmer. Au pied du château, les commerçants viennent abriter des détrousseurs leurs marchandises. La ville naît, centre d’échanges entre le pays haut des terres du plateau et les marais du bas pays de la Brière : pont et château, noyau d’origine, d’où son nom. À la même époque les seigneurs du Pont fondent avec les moines de Marmoutier un prieuré.
Pont-Château se trouvait, au Moyen Âge, sur l’une des routes de Saint-Jacques-de-Compostelle.

### LeXVIIIesiècle
Au XVIIIe siècle, l’épopée du grand missionnaire Grignion de Montfort marque pour longtemps le terroir pontchâtelain et ses environs. Une léproserie et une chapelle se trouvaient alors dans la forêt de la Madeleine, à 500 m environ de la lisière actuelle. Venu prêcher dans la région, saint Louis-Marie Grignion de Montfort voulut marquer son passage par l’érection d’un calvaire. Il choisit d’abord le site des Roches-Bises à quelques kilomètres au nord-ouest du bourg de Campbon. En raison de difficultés avec les comtes de Coislin, seigneurs du lieu, il reporta son choix sur un site au sud de la forêt de la Madeleine.
L'ouvrage, commencé en 1709, ne fut terminé que quinze mois plus tard. Louis XIV, peut-être mal informé, en ordonna la destruction. Le calvaire actuel date du XIXe siècle et abrite une trentaine de statues et édifices sur environ 14 hectares : un Chemin de croix avec personnages, la Scala Sancta (1891), une chapelle de pèlerinage (1873), un prétoire... On peut aussi y voir la statue du Père Grignion de Montfort représentée avec son symbole, la pelle du bâtisseur (cf. Lieux et monuments).

### La Révolution
En 1790, le premier Maire de Pont-Château est Jean-Baptiste Pellé de Quéral.
À partir de 1793, les Pontchâtelains subissent sans trop de dégâts les occupations successives des chouans et des républicains. Dans l'ensemble, ils manifestent leur attachement aux prêtres réfractaires, dont plusieurs ont payé de leur vie leur service pastoral.

### Les Cent-Jours
Pendant les Cent-Jours, le marquis de Coislin, chef local de l’insurrection royaliste, a son quartier général à Pontchâteau. Rayonnant avec sa troupe, il a quelques engagements à Campbon et à Guérande contre des détachements ralliés à Napoléon.

### De 1820 à nos jours
- 1835 : Achat de la première pompe à incendie. Création du corps des sapeurs-pompiers ;
- 1856 : Inauguration solennelle du Calvaire rénové, en présence de 10 000 personnes ;
- 1862 : La gare de Pontchâteau est mise en service le 21 septembre par la Compagnie du chemin de fer de Paris à Orléans (PO), lorsqu'elle inaugure et ouvre à l'exploitation la section de Savenay à Lorient de son chemin de fer de Nantes à Châteaulin[23].
- 1897 : Inauguration de la mairie actuelle ;
- 1902 : Arrivée du téléphone en ville ;
- 1906 : Arrivée de l'éclairage électrique en ville ;
- 1935 : Arrivée du service d'eau en ville ;

À la fin de la Seconde Guerre mondiale, à cause de l'existence de la Poche de Saint-Nazaire, l'occupation allemande se prolongea à Pontchâteau comme sur l'ensemble des localités voisines de l'estuaire durant 9 mois de plus (d'août 1944 au 11 mai 1945), la reddition effective de la poche intervenant 3 jours après la capitulation de l'Allemagne.
- 1946 : Première édition de la fête des barques fleuries sur le Brivet.

## Héraldique
| Blason | Blasonnement : De vair chargé de trois croissants de gueules ordonnés 2 et 1. Commentaires : Blason d'Éon de Blain, seigneur de Pontchâteau, porté aux Croisades par les Barons de Ponchâteau. Au IXe siècle, avant l'existence du Pays de la Mée, l'évêché de Guérande est créé. C'est la première seigneurie bretonne fondée au sud de la Vilaine. Le roi Alain Ier de Bretagne porte sur son costume de la fourrure de vair. Il siège à Plessé qui serait la capitale de cette seigneurie. Le baron de Pontchâteau participe à la première Croisade en 1095. À son retour, il fait modifier ses armoiries de vair en y ajoutant un croissant de gueules, symbole des pays musulmans. Puis au XIe siècle, ce blason est enrichi de nouveau par deux autres croissants de gueules donnant les armoiries actuelles de la ville de Pontchâteau. En 1293, le baron de Pontchâteau créé pour son cadet le fief de Blain. Il aura l'ancien blason de Pontchâteau, à un croissant, comme armoiries qui deviendront celles de la commune de Blain. Le même écu de vair se retrouve aussi sur les nouvelles armoiries de la ville de Montaigu créée par l'héraldiste Michel Pressensé. Car, dit-on, Montaigu gardait les marches sud de Bretagne au nord du département de Vendée. |

## Politique et administration

### Liste des maires
Depuis l'après-guerre, cinq maires se sont succédé à la tête de la commune.
| Période | Période  | Identité        | Étiquette      | Qualité |
| ------- | -------- | --------------- | -------------- | --- |
| 1945    | 1973     | Maurice Sambron | RI             | Industriel Sénateur de la Loire-Atlantique (1965 → 1973) Conseiller général de Pontchâteau (1951 → 1973) Décédé en fonction |
| 1974    | 1989     | Yves Mesnier    | DVD puis RPR   | Cadre des assurances Conseiller régional (1978 → 1986) Conseiller général de Pontchâteau (1974 → 1994) Député suppléant d'Olivier Guichard (1981 → 1986 et 1988 → 1993)                                                                                    |
| 1989    | 2002     | Dominique David | DVD (RPR app.) | Pharmacien Conseiller général de Pontchâteau (1994 → 2002) Décédé en fonction |
| 2003    | 2014     | Bernard Clouet  | DVD            | Informaticien Conseiller général de Pontchâteau (2003 → 2015) Président de la CC du Pays de Pont-Château Saint-Gildas-des-Bois (2008 → 2014) Député suppléant de Christophe Priou (2007 → 2017)                                                            |
| 2014    | En cours | Danielle Cornet | DVG            | Chargée d'études marketing Conseillère départementale de Pontchâteau (2015 → ) 11e vice-présidente du conseil départemental (2021 → ) 1re vice-présidente de la CC du Pays de Pont-Château Saint-Gildas-des-Bois (2014 → ) Réélue pour le mandat 2020-2026 |

## Population et société

### Démographie
Selon le classement établi par l'Insee, Pontchâteau est une ville isolée qui est le centre d'un bassin de vie. Elle fait partie de l'aire urbaine et de la zone d'emploi de Saint-Nazaire. Toujours selon l'Insee, en 2010, la répartition de la population sur le territoire de la commune était considérée comme « peu dense » : 99 % des habitants résidaient dans des zones « peu denses »  et 1 % dans des zones « très peu denses ».

#### Évolution démographique
L'évolution du nombre d'habitants est connue à travers les recensements de la population effectués dans la commune depuis 1793. Pour les communes de plus de 10 000 habitants les recensements ont lieu chaque année à la suite d'une enquête par sondage auprès d'un échantillon d'adresses représentant 8 % de leurs logements, contrairement aux autres communes qui ont un recensement réel tous les cinq ans,.

En 2022, la commune comptait 11 249 habitants, en évolution de +5,47 % par rapport à 2016 (Loire-Atlantique : +6,68 %, France hors Mayotte : +2,11 %).
| 1793  | 1800  | 1806  | 1821  | 1831  | 1836  | 1841  | 1846  | 1851  |
| ----- | ----- | ----- | ----- | ----- | ----- | ----- | ----- | ----- |
| 2 703 | 2 572 | 2 678 | 3 100 | 3 300 | 3 430 | 3 516 | 3 558 | 3 667 |

| 1856  | 1861  | 1866  | 1872  | 1876  | 1881  | 1886  | 1891  | 1896  |
| ----- | ----- | ----- | ----- | ----- | ----- | ----- | ----- | ----- |
| 3 709 | 4 449 | 4 158 | 4 200 | 4 368 | 4 481 | 4 656 | 4 632 | 4 814 |

| 1901  | 1906  | 1911  | 1921  | 1926  | 1931  | 1936  | 1946  | 1954  |
| ----- | ----- | ----- | ----- | ----- | ----- | ----- | ----- | ----- |
| 4 892 | 5 004 | 4 883 | 4 675 | 4 613 | 4 606 | 4 518 | 5 188 | 5 200 |

| 1962  | 1968  | 1975  | 1982  | 1990  | 1999  | 2005  | 2006  | 2011  |
| ----- | ----- | ----- | ----- | ----- | ----- | ----- | ----- | ----- |
| 5 334 | 5 835 | 6 394 | 7 220 | 7 549 | 7 770 | 8 569 | 8 924 | 9 836 |

| 2016   | 2021   | 2022   | - | - | - | - | - | - |
| ------ | ------ | ------ | - | - | - | - | - | - |
| 10 666 | 11 075 | 11 249 | - | - | - | - | - | - |

#### Pyramide des âges
La population de la commune est relativement jeune.
En 2018, le taux de personnes d'un âge inférieur à 30 ans s'élève à 36,0 %, soit en dessous de la moyenne départementale (37,3 %). À l'inverse, le taux de personnes d'âge supérieur à 60 ans est de 24,2 % la même année, alors qu'il est de 23,8 % au niveau départemental.
En 2018, la commune comptait 5 320 hommes pour 5 451 femmes, soit un taux de 50,61 % de femmes, légèrement inférieur au taux départemental (51,42 %).
Les pyramides des âges de la commune et du département s'établissent comme suit.
| Hommes | Classe d’âge | Femmes |
| ------ | ------------ | ------ |
| 0,7    | 90 ou +      | 2,3    |
| 5,5    | 75-89 ans    | 8,7    |
| 14,6   | 60-74 ans    | 16,6   |
| 20,7   | 45-59 ans    | 18,1   |
| 20,8   | 30-44 ans    | 20,1   |
| 16,0   | 15-29 ans    | 14,8   |
| 21,8   | 0-14 ans     | 19,5   |

| Hommes | Classe d’âge | Femmes |
| ------ | ------------ | ------ |
| 0,6    | 90 ou +      | 1,8    |
| 6      | 75-89 ans    | 8,6    |
| 15,1   | 60-74 ans    | 16,4   |
| 19,4   | 45-59 ans    | 18,8   |
| 20,1   | 30-44 ans    | 19,3   |
| 19,2   | 15-29 ans    | 17,4   |
| 19,5   | 0-14 ans     | 17,6   |

## Lieux et monuments
- Le bois de Coët-Roz est célèbre pour sa beauté, sa tranquillité et pour accueillir régulièrement des grands championnats de cyclo-cross.
- Lieux de culte :
  - L'église Saint-Martin, fin XIXe siècle.
  - L'église Saint-Guillaume, au village éponyme.
  - L'église Saint-Roch, au village éponyme.
  - Le Calvaire : le calvaire actuel est édifié au cours du XIXe siècle à l'initiative du Père de Montfort. Il comprend un Chemin de croix avec personnages : un groupe important rappelle l’Ascension ; des grottes représentant Bethléem, l’Agonie ; il est complété par une Scala Santa de 1891, œuvre de Joseph Vallet ; le Calvaire de Pontchâteau est le plus fréquenté de France[31] ; de la butte artificielle sur laquelle s’élève le calvaire proprement dit, on fait un tour d’horizon complet embrassant la Brière, la Bretesche, la forêt du Gâvre et les rives de la Loire.
- Le Fuseau de la Madeleine, menhir de 5,65 m de hauteur, classé au titre des monuments historiques en 1889[32].
- La Stèle aux Aviateurs, sur la route de Crossac, commémore le cinquantenaire de la mort de 7 aviateurs alliés (5 Canadiens et 2 Écossais) abattus sur le territoire de Saint-Guillaume le 25 juillet 1944 ; ils reposent au cimetière de Pontchâteau.

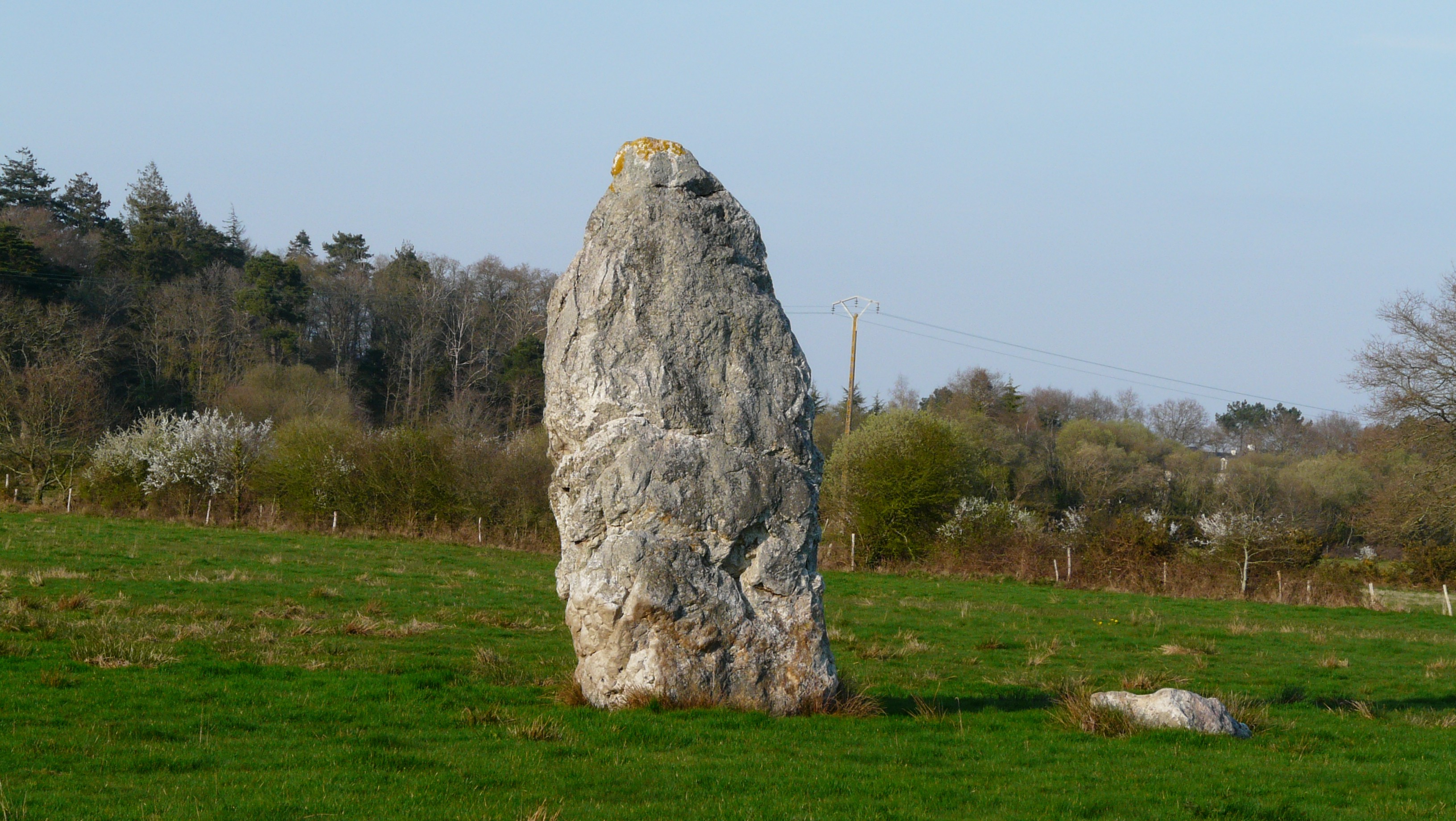
Fuseau de la Madeleine.
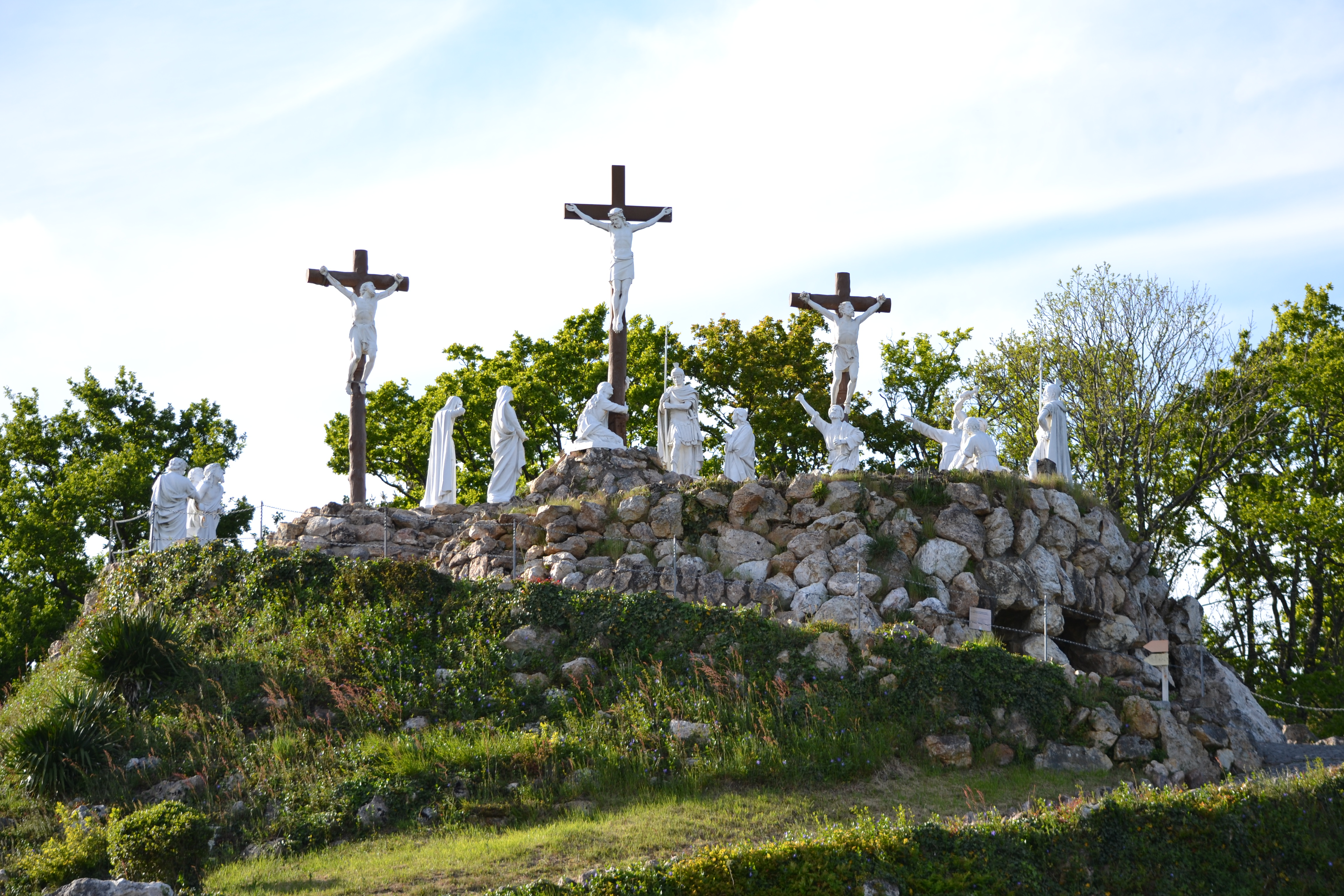
Le Calvaire
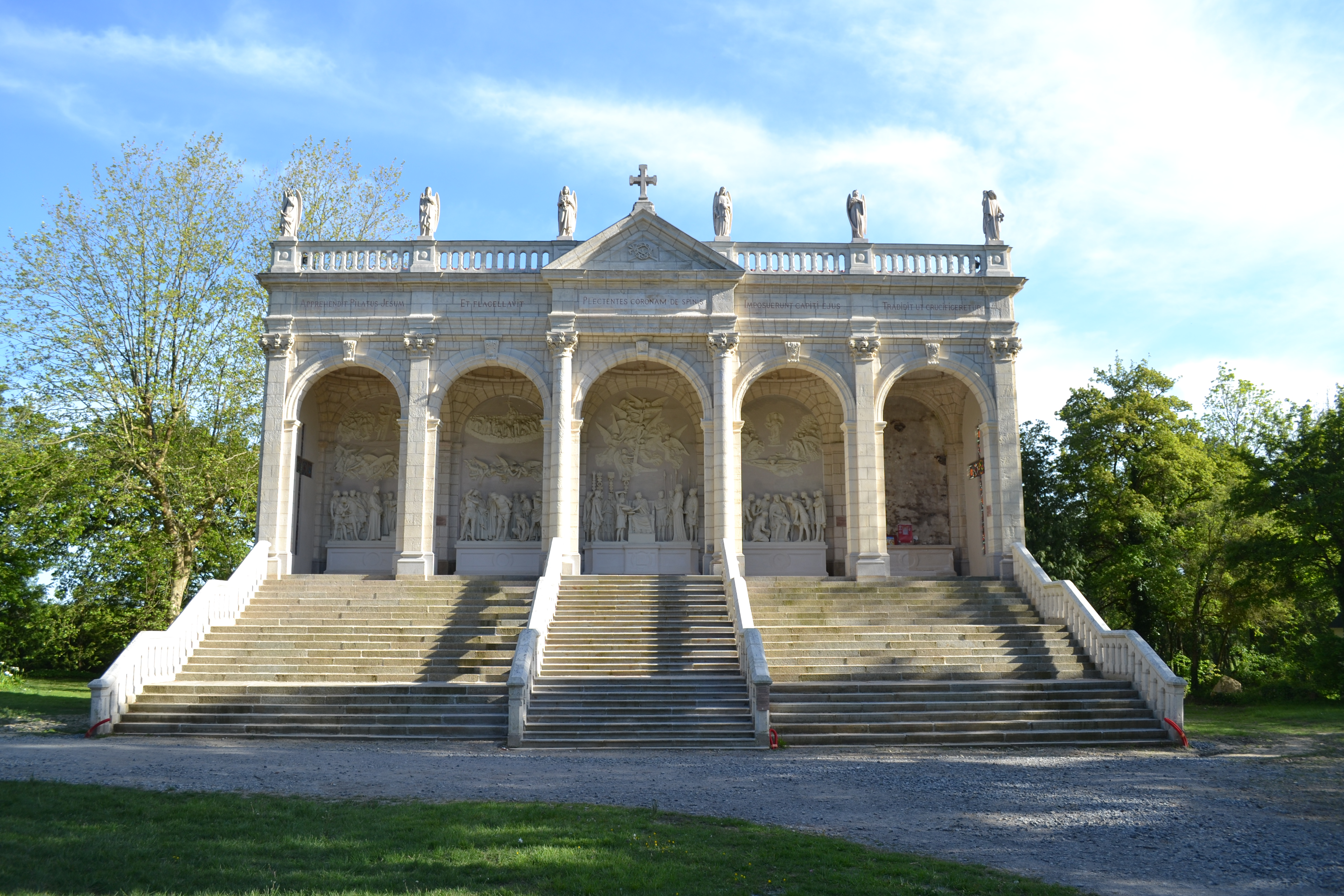
Scala santa
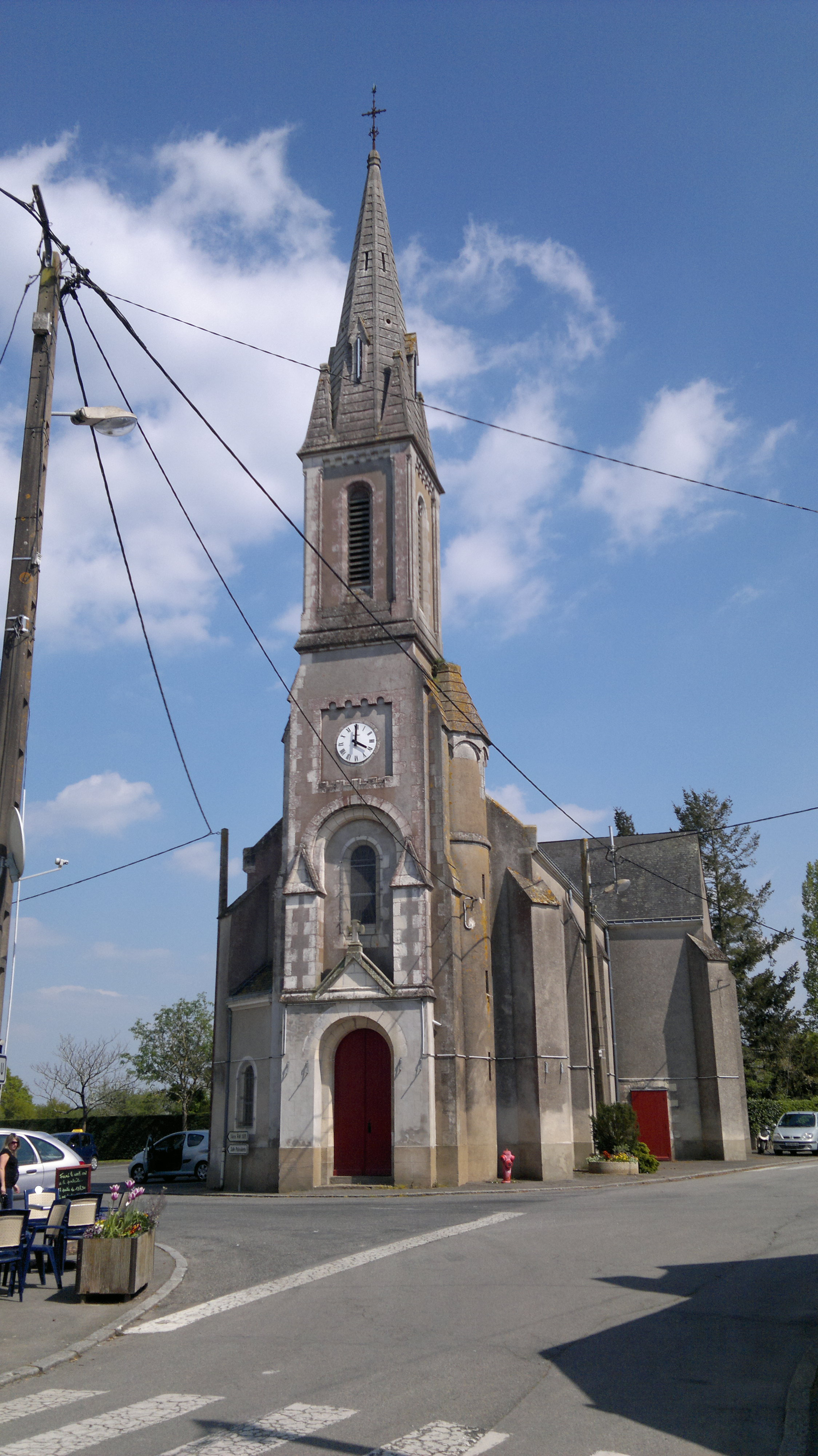
Chapelle Saint-Roch.
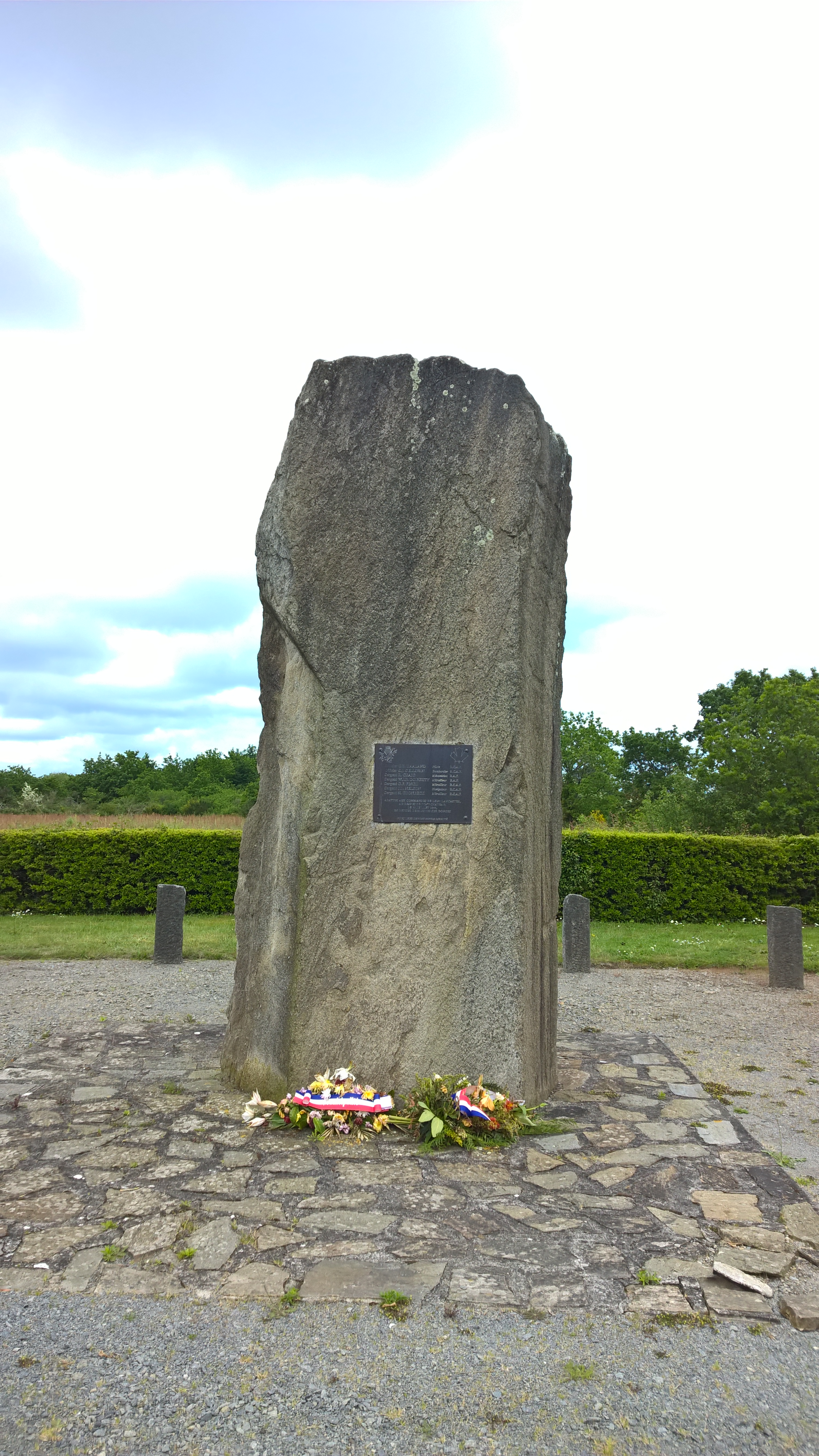
Stèle aux Aviateurs

## Personnalités liées à la commune
- Joseph-Marie-Désiré Guiot (1860-1941), prélat.
- Albert-Marie Guiot (1896-1975), prélat.
- Jacques Demy, cinéaste, est né le 5 juin 1931, rue Nantaise à Pontchâteau.
- Lydie Denier, actrice, est née le 15 avril 1964 à Pontchâteau
- Dans son roman Antoine Bloyé, Paul Nizan fait de « Pont-Château » le lieu de naissance de son héros (qui est une représentation de son propre père).
- Marie-Thérèse Bardet, doyenne des Français. Résidente de la maison de retraite « la Chataigneraie ».

## Sports
Pontchâteau est célèbre pour son cyclo-cross qui a accueilli sur le circuit de Coët-Roz deux Championnats du monde (1989 et 2004), trois Championnats d'Europe (2005, 2016 et 2023) et sept fois les Championnats de France (1978, 1999, 2008, 2009, 2015, 2021 et 2025).
Cinq manches de la Coupe du monde (1995-1996, 1997-1998, 2000-2001, 2010-2011 et 2018-2019) ainsi que deux manches du Coupe de France (2002 et 2012) se sont également disputées sur ce circuit.
Le Tour de France 1988 s'est élancé de Pontchâteau, pour une première étape à destination de Machecoul. En 2015, la commune est également le point de départ de la 49e édition du Tour de Bretagne.
Il faut noter également l'Hippodrome du Calvaire de la Magdeleine.

## Jumelages
Pontchâteau est jumelée avec :
- Nassau an der Lahn (Allemagne) depuis le 18 mai 1975.